# 新地發電廠
新地發電廠（新地発電所）位於日本福島縣相馬郡新地町駒峰1-1號，為東北電力株式會社與捷熱共同出資成立的相馬共同火力發電株式會社所營運，該發電廠曾於2011年3月11日東日本大震災中受損，經修復後目前已正常運轉中。

## 沿革
新地發電廠為東北電力株式會社與捷熱能源兩者分別出資一半，於1981年6月成立相馬共同火力發電株式會社，該株式會社於福島縣相馬郡成立新地發電廠，1990年8月第一部燃煤汽力發電機組開始施工，於1994年7月完工商轉，第二部燃煤汽力發電機組於1991年8月動工，1995年7月完工商轉。由於該發電廠的地理位置上做落在相馬市新地町，其優越的位置使相馬市政府計畫將周邊地區開發為相馬核心工業園區。1995年10月，相馬共同火力發電株式會社公關設施“Waku Waku Land”於新地發電廠開始營業。
新地發電廠的煤炭以海外進口為主，並使用相馬港作為主要卸煤港口，其他還利用港口引進燃料油與輕柴油做為發電廠鍋爐的燃燒助燃劑。並且新地發電廠的燃料裝卸業務也佔相馬港裝卸業務量的一半以上。因應降低碳排放的社會趨勢，新地發電廠於2015年3月開始導入木質生物質燃料（木質顆粒）燃燒。
新地發電廠煙囪高200公尺，當天氣晴朗時，從 50公里外的仙台市摩天大樓和山丘上都可以看到發電廠的煙囪。

### 地震災害

#### 東日本大震災
新地發電廠於2011年3月11日發生的東日本大震災中受損。當時運轉中的2號機組因自動保護機制解聯跳脫停機，1號基則因當時正在進行停機檢修而無運轉，兩部發電機組均因地震災害暫停運轉。
經修復重建工程後，2號機於當年12月19日恢復運轉，1號機於12月27日恢復運轉。兩部機於震災後一年的2012年3月20日完成純燃煤滿載發電測試，恢復正常運轉。

#### 2022年福島地震
2022年3月16日福島縣近海發生日本氣象廳7.4地震，新地發電廠1號機組因震動觸發安全機制，自動解聯跳脫保護。除此之外位於相馬港專用卸煤碼頭上，四部卸煤機中有兩部受損。

## 設施

### 發電機組
| 名稱   | 鍋爐類型   | 發電機類型 | 機組數量 | 發電燃料         | 裝置容量 （MW） | 商轉日期  | 狀態     |
| ------ | ---------- | ---------- | -------- | ---------------- | --------------- | --------- | -------- |
| 一號機 | 超臨界鍋爐 | 汽輪發電機 | 1        | 燃煤、木質生質能 | 1,000MW         | 1994年7月 | 商轉中。 |
| 二號機 | 超臨界鍋爐 | 汽輪發電機 | 1        | 燃煤、木質生質能 | 1,000MW         | 1995年7月 | 商轉中。 |

## 外部連結
- 相馬共同火力発電株式会社 （页面存档备份，存于）（日語）